# فاضل حسني داغلرجه
فاضل حسني داغلرجه (بالتركية: Fazıl Hüsnü Dağlarca)‏ شاعر تركي، من أغزر شعراء العصر الجمهوري في تركيا إنتاجاً حيث تجاوز عدد مجموعاته الشعرية سنوات عمره وبلغ 138 مجموعة.

## سيرته
اتصف شعره بالصفائية اللغوية وأضفى بعداً جديداً على الأدب التركي المعاصر. تناول شعره مواضيع مثل ما قبل تاريخ البشرية والكون، كما تطرق إلى حرب الاستقلال التركية ومواضيع معارضة للحروب، بالإضافة إلى شعر للأطفال. نشر قصيدته الأولى في سنة 1927، وحصل على أول جائزة شعرية في سنة 1933، وحصل خلال حياته على جوائز شعرية متعددة، تركية ودولية.
أصدر مجلة «اللغة التركية» في سنة 1960 لكنها لم تدم طويلاً.